# Armand-Jean de Brunet de Castelpers de Panat
Pour les articles homonymes, voir Castelpers.
Armand-Jean de Brunet de Castel-Pers de Panat est un homme politique français né le 18 août 1753 à Albi (Tarn) et décédé le 15 octobre 1811.
Docteur en théologie, il est prieur commendataire des prieurés de Saint-Sauveur-de-Tornac et de Saint-Jean-Mont, archidiacre du petit Caux et vicaire général du diocèse de Rouen. Il est député du clergé aux états généraux de 1789 pour le bailliage de Chaumont-en-Vexin. Il siège avec les partisans de l'Ancien régime et démissionne dès le 4 août 1789.

## Sources
- « Armand-Jean de Brunet de Castelpers de Panat », dans Adolphe Robert et Gaston Cougny, Dictionnaire des parlementaires français, Edgar Bourloton, 1889-1891 [détail de l’édition]